# Matougues
Matougues ist eine französische Gemeinde im Département Marne in der Region Grand Est. Sie hat eine Fläche von 13,71 km² und 628 Einwohner (2022). 

## Geografie
Die Gemeinde Matouges liegt an der Marne, etwa zehn Kilometer nordwestlich von Chalons-en-Champagne. Umgeben wird Matouges von den Nachbargemeinden Juvigny im Norden, Recy im Osten, Saint-Gibrien und Villers-le-Château im Südosten, Saint-Pierre im Süden, Champigneul-Champagne im Südwesten sowie Aulnay-sur-Marne im Westen und Nordwesten.

## Geschichte
Der Ort wurde als „vicus Matusgus“ um 948 erstmals erwähnt.

## Bevölkerungsentwicklung
| Jahr                       | 1962 | 1968 | 1975 | 1982 | 1990 | 1999 | 2005 | 2010 | 2018 |
| -------------------------- | ---- | ---- | ---- | ---- | ---- | ---- | ---- | ---- | ---- |
| Einwohner                  | 347  | 369  | 519  | 641  | 675  | 644  | 640  | 668  | 602  |
| Quellen: Cassini und INSEE |      |      |      |      |      |      |      |      |      |

## Sehenswürdigkeiten

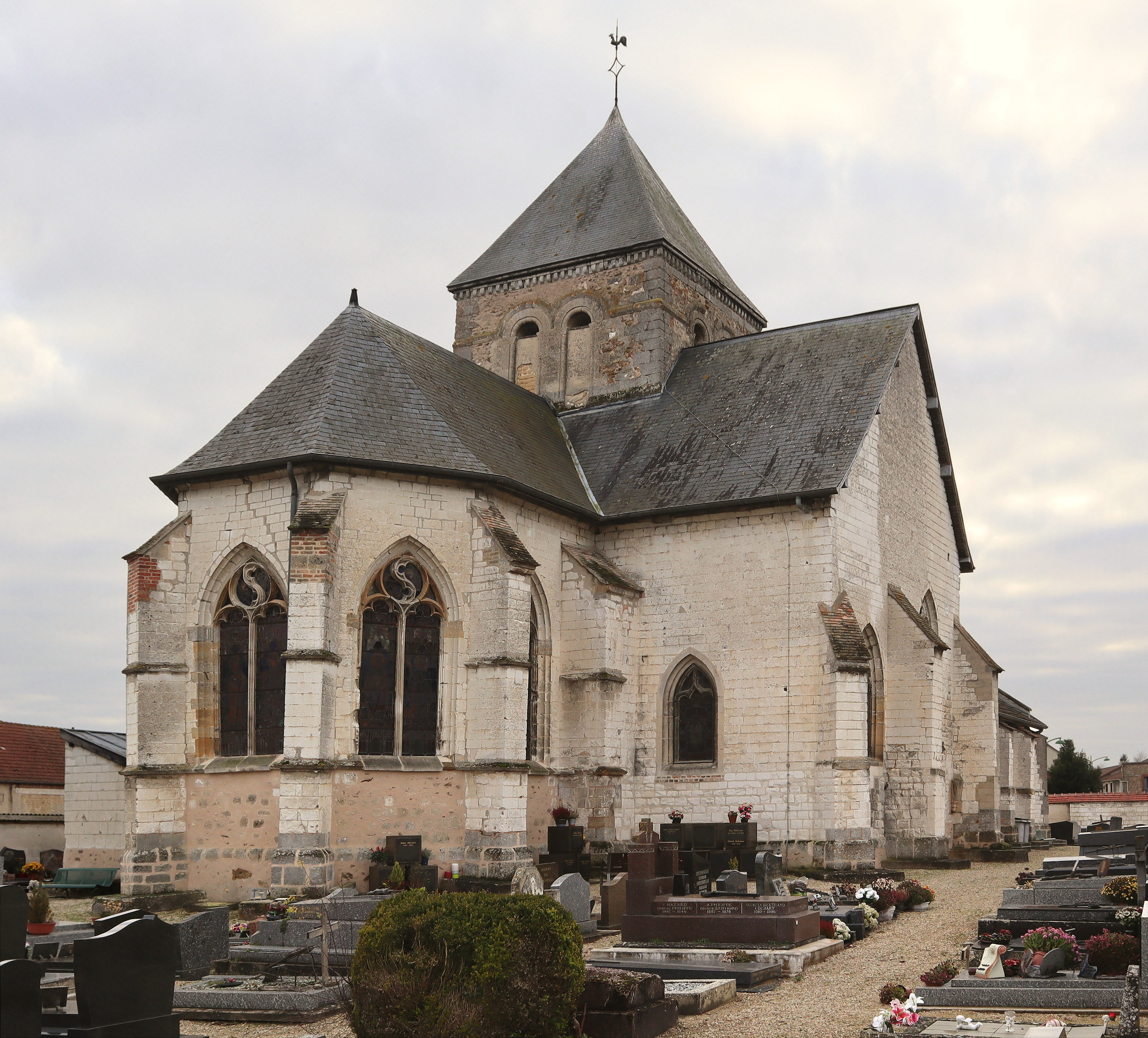
Kirche Saint-Georges
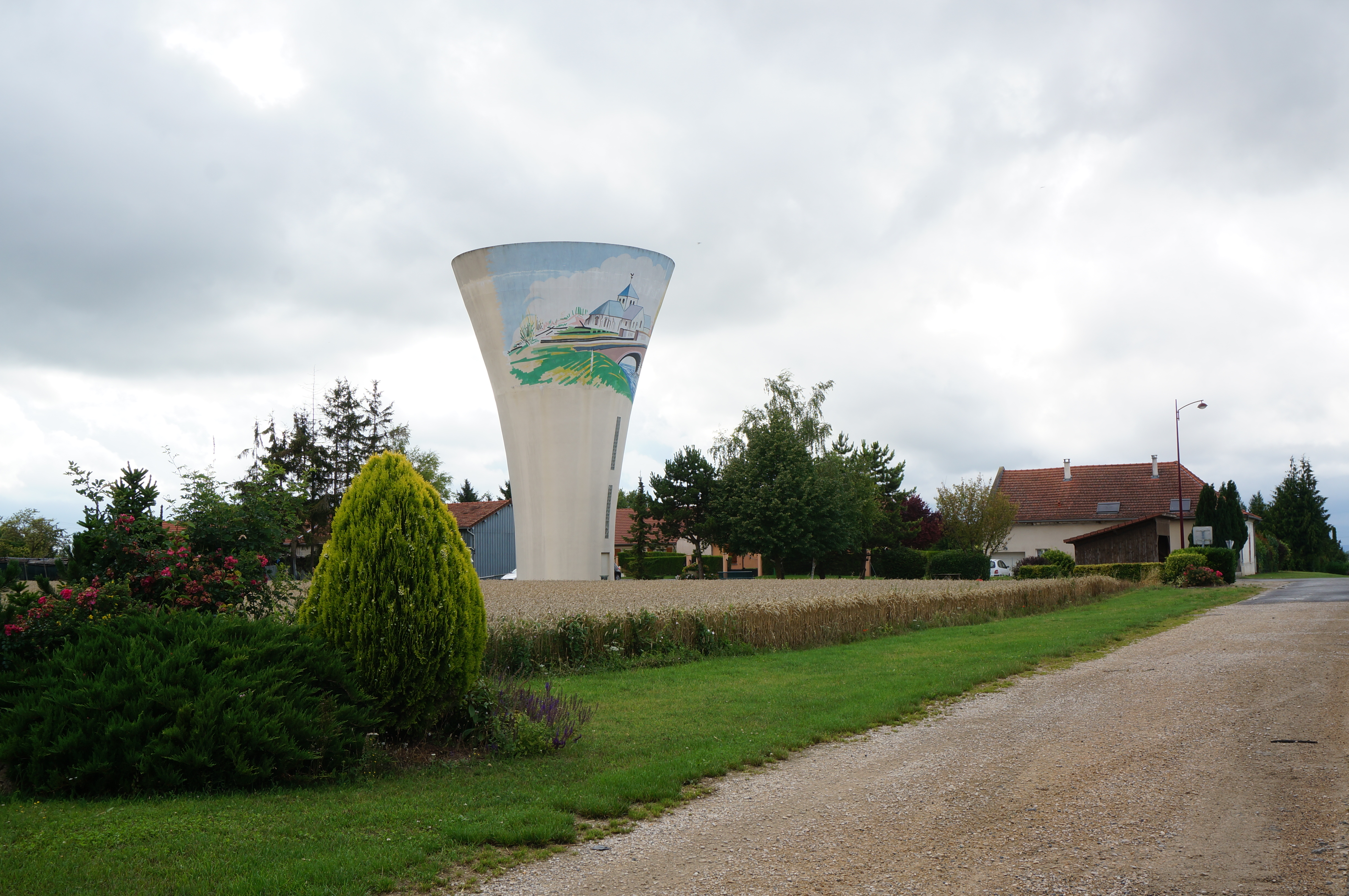
Wasserturm

- Kirche Saint-Georges
- Wasserturm